# Khémisset
Khémisset (arabisch الخميسات, Zentralatlas-Tamazight ⵅⵎⵉⵙⴰⵜ) ist eine marokkanische Groß- und Provinzhauptstadt mit etwa 125.000 Einwohnern in der Provinz Khémisset in der Region Rabat-Salé-Kénitra.

## Lage und Klima
Khémisset liegt am nordöstlichen Rand des fruchtbaren nördlichen Hügellands Marokkos (Zaer) in einer Höhe von etwa 445 m. Die Stadt Meknès befindet sich gut 65 km (Fahrtstrecke) östlich; die marokkanische Hauptstadt Rabat liegt etwa 93 km Fahrtstrecke westlich. Das Klima ist gemäßigt bis warm; Regen (ca. 450 mm/Jahr) fällt hauptsächlich in den Wintermonaten.

## Bevölkerung
| Jahr      | 1994   | 2004    | 2014    | 2024    |
| Einwohner | 88.839 | 105.088 | 131.542 | 125.834 |

Die zumeist in der zweiten Hälfte des 20. Jahrhunderts aus den umliegenden Dörfern zugewanderten Einwohner sind meist berberischer Abstammung. Umgangssprache ist jedoch in der Regel Marokkanisches Arabisch.

## Wirtschaft
In den Dörfern der Umgebung wird in großem Umfang Feldwirtschaft betrieben; Viehzucht (Schafe, Ziegen, Hühner) ist dagegen eher selten geworden. In Heimarbeit werden auch Teppiche hergestellt. Die Stadt selbst fungiert als regionales Handwerks-, Handels- und Dienstleistungszentrum und bietet die für die Region wichtigen Ausbildungsstätten und Gesundheitszentren.

## Geschichte
Zur älteren Geschichte des Ortes liegen – wie in den Berbergebieten des Maghreb allgemein üblich – keine schriftlichen Aufzeichnungen vor. Zu Beginn der französischen Protektoratszeit (1912) war Khémisset nur ein Dorf mit etwa 1000 Einwohnern; seine heutige Bedeutung erlangte der Ort unter den Franzosen und vor allem nach der Unabhängigkeit Marokkos (1956).

## Sehenswürdigkeiten
- Das Stadtbild hat insgesamt ein modernes Aussehen.

## Persönlichkeiten
- Hammou Boutayeb (* 1956), Langstreckenläufer
- Najat Aâtabou (* 1960), Komponistin und Sängerin
- Brahim Boutayeb (* 1967), Mittel- und Langstreckenläufer
- Hussein Ammouta (* 1969), Fußball-Nationalspieler, Trainer
- Soufiane Bouqantar (* 1993), Langstreckenläufer
- Kaoutar Farkoussi (* 1996), Langstreckenläuferin